# Tauró nodrissa lleonat
El tauró nodrissa lleonat (Nebrius ferrugineus) és una espècie de tauró orectolobiforme de la família dels ginglimostomàtids que viu a l'oceà Índic i a l'oest del Pacífic.
Pot assolir els 3,20 m de longitud i viu entre la superfície i els 70 m de fondària.